# کلوت

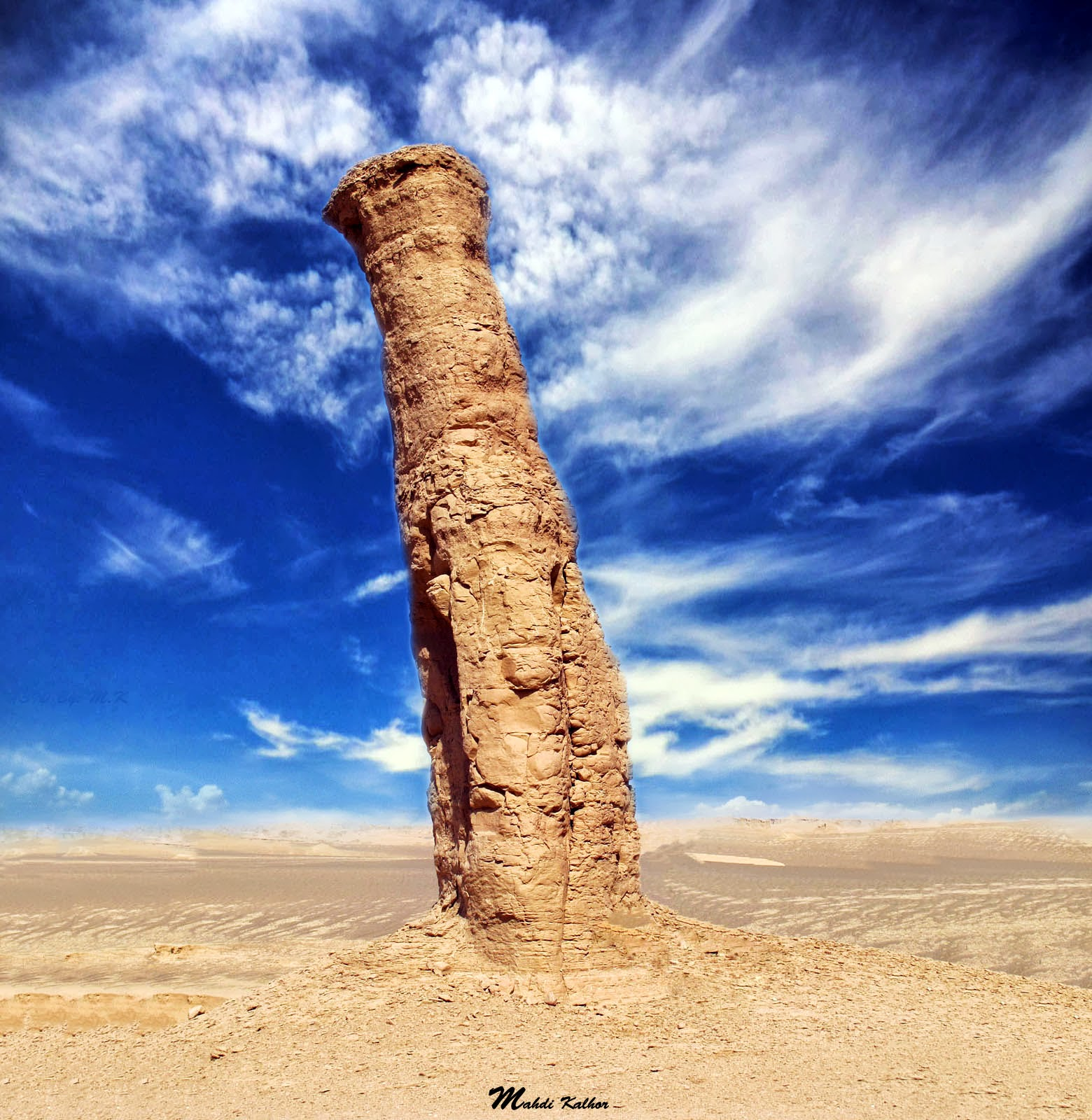
کویر لوت

کَلوت از واژه‌های کل و لوت به معنای شهر لوت تشکیل شده‌است و در نواحی بیابانی، به برجستگی‌های بین شیارهای نعلی‌شکل کَلوت گفته می‌شود.

## شکل کلوت‌ها
نوک این برجستگی‌ها معمولاً مسطح و طرف رو به باد آن‌ها پرشیب و طرف دیگر آن‌ها کم‌شیب است.

## علت نام‌گذاری
واژه‌ی کَل در مناطق خراسان، مرکز ایران و کرانه دریای مازندران معانی مختلف و گوناگونی دارد. در خراسان و سیستان و بلوچستان ریشه کلاته و کلات است که قلعه و دژ نیز از آن مشتق می‌گردد و به معنای آبادی، دِه یا روستایی است که در بلندی قرار گرفته و به محیط اطراف مشرف باشد. واژه‌ی کلاته به معنای کلات کوچک است و عموماً در پی اسامی مالک کلات استفاده می‌شده‌است. در مرکز ایران کلات به معنای روستایی محصور است و در دشت کویر و بیابان لوت هم‌معنی با درّه یا شوره‌زار دارای درخت استفاده می‌گردیده، در مناطق شمالی ایران (آبادی‌های ساحلی دریای مازندران) به صورت کلا بکار می‌رود و در گیلان کاله به معنای بوته‌زار است.

## پیدایش کلوت
کلوت‌ها اغلب در رسوبات نرم دریاچه‌ای گذشته به وجود می‌آیند و در برخی بیابان‌های دنیا از جمله بیابان غربی مصر و بیابان لوت شهداد در ایران وجود دارند.
کلوت‌ها اغلب در رسوبات نرم دریاچه‌ای گذشته به وجود می‌آیند و اشکال تپه‌های فرسایشی حاصل فرسایش بادی کلوت‌ها در مناطق خشک دنیا ازقبیل ایران، ایالات متحده، چاد، مصر، و پرو در سطح وسیعی گسترش یافته‌اند و فرآیندهای موجود تا حدی مورد مطالعه قرار گرفته‌اند.
کلوت‌های بزرگ حاصل فرسایش آبی-بادی و کلوت‌های کوچک تحت تأثیر فرسایش بادی شکل گرفته‌است.
سنگ‌های ناپیوسته مانند لای، رس به علت چسبندگی، به‌طور نامحسوسی تحت تأثیر فرسایش بادی قرار می‌گیرند و در حالت مرطوب، باد تأثیری ناچیزی دارد. در حالت خشک، هنگامی باد از دشت رسی می‌گذرد، با حمل دانه‌های ماسه، سطح دشت را شیار داده در این صورت به آن کلوت می‌گویند.
ناهمواری‌ها و اشکال فرسایش بادی ازجمله کلوت‌ها در مناطقی واقع هستند که باد سرعت کافی برای بادکندگی و سایش داشته باشد که در الگوی فرسایش بادی برخلاف فرسایش آبی حرکت مواد درهمه جهات امکان پذیراست.
در نواحی با باد مداوم شدید و اقلیم خشک و بستر مناسب فرسایش باعث ایجاد شیارهای به صورت آرایه‌های موازی می‌شود که این شیارها (دالان‌ها) بر اثر افزایش فرسایش بادی-آبی گسترش می‌یابند. بدین نحو که عامل رطوبت باعث نرمی و سستی سطح منطقه می‌گردد. پس از خشکیدگی به سهولت با کوچک‌ترین حرکت باد مواد برداشته می‌شود.
درحد فاصل این شیارها تپه‌های موازی و دوکی شکل کلوت‌ها هم جهت با باد غالب منطقه باقی می‌مانند: حالت دوکی‌شکل آن به شیوۀ عمل فرسایش بادی مربوط می‌شود، به‌طوری که شیب روبه باد بیش از قسمت پشت به باد است.

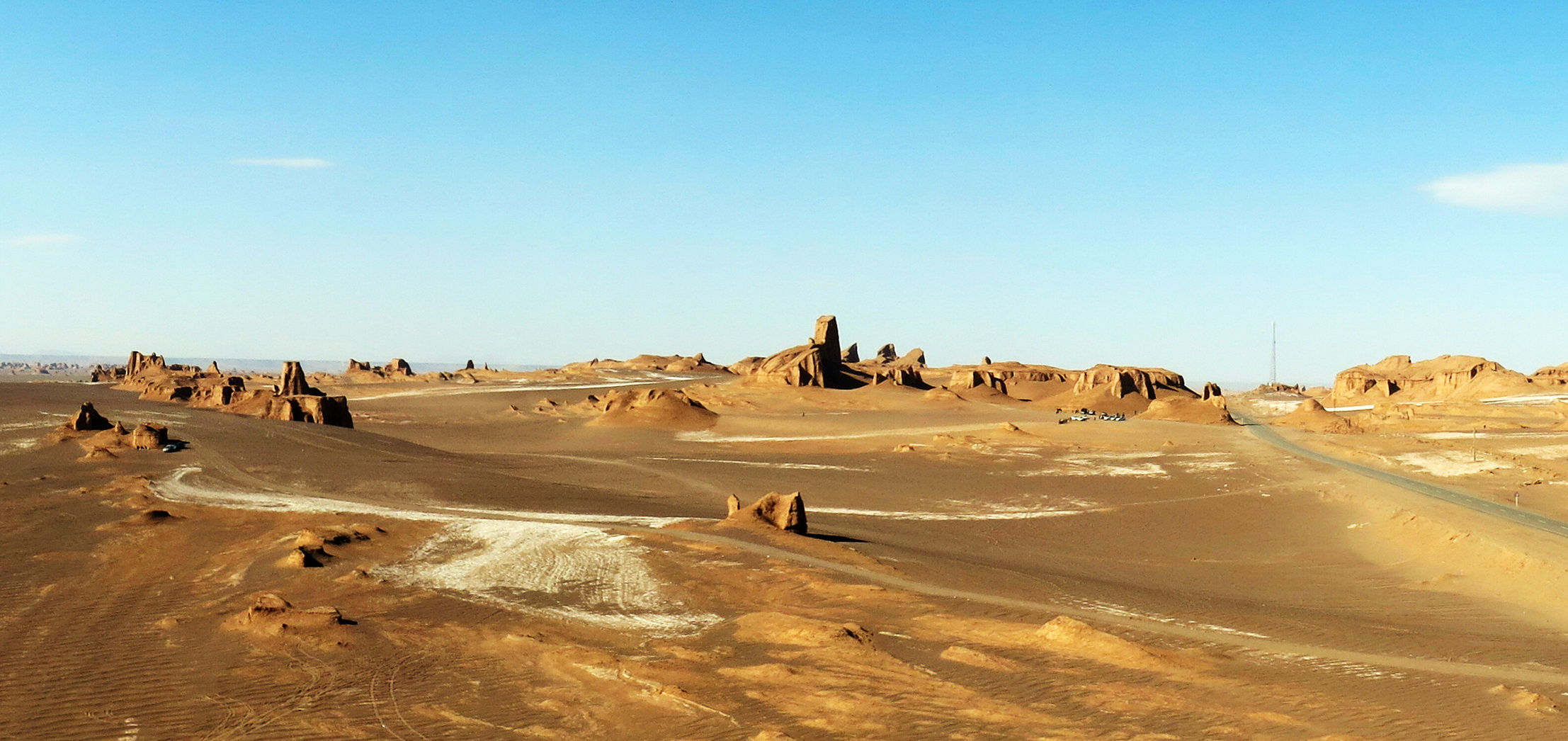
کلوت‌های شهداد در بیابان لوت

## کلوت‌های مشهور
عموماً بزرگ‌ترین کلوت‌های ایران و در واقع معروف‌ترین آن‌ها در دشت شهداد دیده شده و در منطقه لوت براساس ابعاد و عامل فرسایش به دو رخساره تقسیم می‌گردند. کلوتهای شهداد کرمان از زیباترین مناظر طبیعی دنیا هستند که همه ساله گردشگران خارجی فراوانی را به سوی خود می‌کشانند. به ویِژه که در سال‌های اخیر امکانات رفاهی و دسترسی این منطقه بهبود پیدا کرده‌است. این منطقه که به شهر خیالی لوت هم شهرت دارد از سوی مجله نشنال جئوگرافیک چند سال پیش به عنوان چهارمین جاذبه طبیعی دنیا انتخاب شده‌است.کلوت آموت نیز در نزدیکی شهرستان پسابندر از جاذبه‌های دیدنی استان سیستان و بلوچستان به‌شمار می‌رود.